# Anvar Ibragimov
Anvar Kamilevitch Ibragimov (en russe : Анвар Камилевич Ибрагимов) est un fleurettiste soviétique puis russe né le 27 novembre 1965 à Oufa (République socialiste soviétique autonome bachkire, URSS) et mort le 27 août 2023 à Khimki.

## Biographie

### Carrière
Sous les couleurs de l'Union soviétique, Anvar Ibraguimov remporte la médaille de bronze par équipe aux Championnats du monde d'escrime 1985. Il participe à l'épreuve de fleuret par équipe lors des Jeux olympiques d'été de 1988 à Séoul. Il y obtient avec ses partenaires soviétiques Vladimer Aptsiauri, Boris Koretsky, Ilgar Mamedov et Aleksandr Romankov la médaille d'or. 
Il participe au sein de l'Équipe unifiée aux Jeux olympiques d'été de 1992 à Barcelone, terminant cinquième de l'épreuve par équipe.
Pour le compte de la Russie, il est médaillé d'argent par équipe aux Championnats du monde d'escrime 1995.

### Famille
Anvar Ibragimov est le mari d'Olga Velichko et le père de Kamil Ibragimov.